# Steffen Görmer
Steffen Görmer (Merseburg, RDA, 28 de julio de 1968) es un deportista alemán que compitió en bobsleigh en la modalidad cuádruple.
Ganó una medalla de oro en el Campeonato Europeo de Bobsleigh de 1998. Participó en los Juegos Olímpicos de Nagano 1998, ocupando el octavo lugar en la prueba cuádruple.

## Palmarés internacional
| Campeonato Europeo | Campeonato Europeo | Campeonato Europeo | Campeonato Europeo |
| Año                | Lugar              | Medalla            | Prueba             |
| ------------------ | ------------------ | ------------------ | ------------------ |
| 1998               | Igls (Austria)     | Medalla de oro     | Cuádruple          |